# Karaburun-Sazan Marine Nationalpark
Karaburun-Sazan Marine Nationalpark (albansk: Parku Detar Karaburun-Sazan) er en havpark i præfekturet Vlorë i det sydvestlige Albanien . Den har et areal på 125,70 km2 og omfatter farvandene omkring både halvøen Karaburun og øen Sazan . Den er hjemsted for en bred vifte af landskabsformer, herunder bjerge, huler, øer, depressioner, bugter, klipper, kløfter og stenede kyster, der alle bidrager til en usædvanlig stor biologisk mangfoldighed . Den marine park er blevet identificeret som en vigtigt fugleområde (IBA og plante-området, fordi den understøtter mange fugle- og plantearterarter.   Indeholder økosystemer og levesteder, der er specifikke for Middelhavsområdet, har Barcelona-konventionen klassificeret havparken som et specielt beskyttet område af middelhavsbetydning.
Karaburun-halvøen er for det hovedsageligt kuperet og en geologisk fortsættelse af Ceraunian-bjergene, et bjergkæde, der går tæt langs Det Joniske Hav . Dens kamme kombinerer en nordvest-sydøst linje med en række tydelige toppe langs dens uregelmæssige struktur, der er brudt fra hinanden af stejle og uregelmæssige skråninger. Det kystnære landskab er præget af uregelmæssige kalkholdige kalkstensklipper, der går lodret ned i havet. Den ubeboede ø Sazan består primært af kalksten, der blev dannet i kridtperioden. Vandene i Mezokanal i syd adskiller øen fra halvøen. Det mest karakteristiske træk ved øen er dens unikke klima. Øens klima er ikke middelhavsklima, men nærmeresubtropisk på grund af dets varme vintre og varme somre, der minder om det sydlige på Kreta, Tunesien og Egypten .

## Landskabet
Havparken indeholder forskellige landskabsformer, der giver gunstige betingelser for en stor vegetation og biodiversitet. Med hensyn til plantegeografi falder det fuldstændigt inden for de illyriske løvskove terrestriske økoregion, de palearktiske middelhavsskove, skovområder og kratbiom . Havparken er kendetegnet ved sin mangfoldighed af levesteder og sin rige flora og fauna. Hundredvis af arter af pattedyr, fugle, fisk og krybdyr er blevet dokumenteret, herunder flere, der enten er sårbare eller truet. Næsten 55 arter af pattedyr, 105 fuglearter, 28 arter af krybdyr og 10 arter af amfibier vides at forekomme på eller omkring halvøen, mens øen er beboet af 15 arter af pattedyr, 39 fuglearter, 8 arter af krybdyr, 1 art af padder og såvel 122 arter af hvirvelløse dyr.
I havparken findes både vrag af sunkne antikke græske og romerske skibe, skibe fra anden verdenskrig, en rig undervandsfauna, stejle klipper og kæmpe huler, Helleristninger i Gramabugten (en), afsondrede strande og naturskøn udsigt over Adriaterhavet og Det Joniske Hav. Havparken ligger i nærheden af militærbaser, så det kan være nødvendigt med tilladelse fra de lokale myndigheder før besøg. Det anbefales at ansætte en professionel lokal dykker som rejseguide. Vejene er utilgængelige, og de eneste måder at nå ovennævnte områder er ad søvejen eller gennem daglange vandreture.

## Miljø

### Geologi
Karaburun-Sazan Marine Park ligger ved den østlige bred af Otranto-strædet og omfatter et areal på omfatter 125,70 km2 i præfekturet Vlorë i det sydvestlige Albanien. Havparken inkluderer Karaburun-halvøen med Reza e Kanalit og øen Sazan. Med hensyn til geologi tilhører halvøen Ceraunian-bjergene, der stiger stejlt langs den albanske joniske havkyst. Op mod Llogarapasset bliver bjergene opdelt i to bjergkæder. Reza e Kanalit omfatter den sydlige del af Karaburun-halvøen. Det er præget af en smal og stejl platform, der strækker sig fra halvøen til Dukat-dalen tæt på Orikum. Bjergene er omkring 24 km lange og ca. 4-7 km brede. Marineparkens bjergrige terræn og dets geografiske træk gør at området er af stor interesse for både besøgende og forskere. Vintrene er regnfulde og tørre, og somrene er varme. Den gennemsnitlige månedlige temperatur ligger mellem 8-10 °C (i januar) og 24-26 °C (i juli). Den gennemsnitlige årlige nedbør varierer mellem 1.0000 og 1.200 mm afhængigt af geografisk område og fremherskende klimatype.
Området omfatter et antal bjerge, der når en højde på 800 meter over havet. Mod vest falder bjergene på halvøen stejlt ned i Det Joniske Hav. Mesokanali, en smal naturlig kanal, adskiller halvøen fra øen. Sazan er den største ø i landet med en længde på 4,8 km og en bredde på 2,7 km og har et overfladeareal på 5,7 km2. Den er omgivet af Adriaterhavet i nord og Det Joniske Hav i syd.

### Biologi
Parkens forskelligartede landskaber er nærmest fri for menneskelig forstyrrelse, hvilket giver mulighed for utroligt stor diversitet af pattedyrarter, med mere end 70 forskellige arter. De mest almindelige er guldsjakal, vildkat, gemse, rådyr, vildsvin, grævling og odder. Et par af de mindre pattedyr inkluderer typisk egern og hasselmus. Der findes 8 arter af flagermus blot på øen Sazan.
Biodiversiteten i den lokale oceaniske fauna forstås ikke godt. Havskildpadder, sæler og delfiner anses for at opholde sig i parkområdet, selvom tilstrækkelig regelmæssighed af begivenheder er uklar. Tre primære arter af havskildpadder findes langs de uberørte strande i parken, såsom uægte karette, suppeskildpadde og læderskildpadde. Delfiner som kortnæbbet almindelig delfin, almindelig flaskehalse delfin og den truede spermhval er rapporteret i parkens farvande. Fremragende er den middelhavs munkesæl, en af de mest truede pattedyr i verden, der mest søger tilflugt i de utilgængelige huler og kløfter i parken.
Havområdet er præget af usædvanligt rig og varieret flora. Kysterne langs Karaburun og Sazan er stenet med betydelige kalkstensklipper, dækket med Middelhavs maki med en dominans af mastikstræ, kermeseg og middelhavs-ene. De vestlige kyster er gennemskåret af huler og kløfter og er præget af høje lodrette klipper, der kan ses under vand i store dybder. Klipperne er for det meste oversået med strandfennikel, statice og kapers buske. Desuden er neptungræs vært for en makrofauna af svampe, nældecelledyr, mosdyr, bløddyr og mange andre.

## Seværdigheder
|           |
| Øen Sazan |

|             |
| Gramabugten |

|                   |
| Haxhi Ali-grotten |

|                               |
| Helleristninger i Gramabugten |

|               |
| Brisanibugten |